# 涅米利夫
50°15′49″N 24°45′35″E / 50.26361°N 24.75972°E
涅米利夫（烏克蘭語：Немилів），是烏克蘭西部的村莊，隸屬利維夫州的舍普季茨基區。該村始建於1505年，面積32.15平方公里，海拔高度217米，2001年人口648，人口密度每平方公里20.16人。